# 田中志步
田中志步（日语：／ Tanaka Shiho，1998年6月29日—）生于山口县光市，是一名日本女子柔道运动员，主攻70公斤级。她的哥哥是100公斤以上级柔道选手田中源大。她还有一个比她小两岁的妹妹，同样练习柔道。田中志步5岁时受父亲和哥哥的影响在田布施体育少年团开始练习柔道。小学五年级又开始练习摔跤项目。2017年，她进入环太平洋大学就读。